# Sérvio Fúlvio Petino Nobilior
Sérvio Fúlvio Petino Nobilior (em latim: Servius Fulvius Paetinus Nobilior) foi um político da gente Fúlvia da República Romana eleito cônsul em 255 a.C. com Marco Emílio Paulo. Foi pai de Marco Fúlvio Petino e avô de Marco Fúlvio Nobilior, que foi cônsul em 189 a.C..

## Família

Teatro de operações da Primeira Guerra Púnica em 255 a.C..
Território siracusano
Território cartaginês
Territórios romanos
1. Cartago captura Agrigento, queima a cidadela e recua (255 a.C.).
2. Frota romana destruída por uma tempestade depois da derrota na Batalha de Túnis.

"Nobilior" era o nome de uma família da gente plebeia Fúlvia cujo cognome era originalmente "Petino". O agnome parece ter sido adotado pela primeira vez pelo cônsul Sérvio Fúlvio, provavelmente para indicar que era mais nobre que qualquer outro de mesmo nome, e seus descendentes deixaram de usar o cognome Petino e conservaram apenas o Nobilior.

## Consulado (255 a.C.)
Foi eleito cônsul com Marco Emílio Paulo em 255 a.C., o décimo ano da Primeira Guerra Púnica. No início do ano, Marco Atílio Régulo foi derrotado na África pelos cartagineses liderados pelo espartano Xantipo na Batalha de Túnis e o resto de seu exército estava cercado em Clupea (Kélibia?). Tão logo o Senado soube do desastre, enviou os dois cônsules à frente de uma frota com pelo menos 300 navio para tentar salvá-los. Depois de abandonarem a ilha de Cossura (Pantelleria), os romanos encontraram a frota cartaginesa perto do promontório de Hermanean, onde conseguiram uma brilhante vitória.
Durante a viagem de volta da África, os pilotos advertiram os cônsules para que evitassem a costa meridional da Sicília, pois eram frequentes na região tempestades violentas. Porém, nenhum deles seguiu os conselhos e, perto de Camarina, as esquadras foram surpreendidas por uma terrível tempestade que destruíram quase toda a frota, tanto que as costas de Camarina e Pachino ficaram repletas de destroços e cadáveres.

## Procônsul (254 a.C.)
Apesar da perda da frota, os dois cônsules celebraram uma vitória naval em 254 a.C. como proconsules por suas vitórias e a captura de Cossira. Nesta época foi construída no Capitólio uma coluna rostral decorada com as proas das naus inimigas capturadas.